# Сан Микеле ди Пратола (Авелино)
Сан Микеле ди Пратола је насеље у Италији у округу Авелино, региону Кампанија.
Према процени из 2011. у насељу је живело 490 становника. Насеље се налази на надморској висини од 437 м.